# Värriötunturi
Värriötunturi är ett berg i Finland.   Det ligger i den ekonomiska regionen  Östra Lapplands ekonomiska region  och landskapet Lappland, i den norra delen av landet, 900 km norr om huvudstaden Helsingfors. Toppen på Värriötunturi är 550 meter över havet.
Terrängen runt Värriötunturi är platt åt sydväst, men åt nordost är den kuperad. Trakten runt Värriötunturi är nära nog obefolkad, med mindre än två invånare per kvadratkilometer. Det finns inga samhällen i närheten. 